# Anyanya II
Anyanya II (deutsch „Schlangengift II“) ist der Name einer Gruppe von Rebellen, die sich 1978 aus den 64 tribes of South Sudan zusammenschlossen um gegen die Regierung des Sudan zu kämpfen. Der Name knüpft an den Namen der Rebellengruppe Anya-Nya an, einer Bewegung des Ersten Sudanesischen Bürgerkrieges (1955–1972).

## Geschichte
Als das Addis-Abeba-Abkommen 1983 außer Kraft gesetzt wurde und damit der Zweite Sudanesische Bürgerkrieg ansetzte, wurde die Sudan People’s Liberation Army (SPLM/A) gegründet. Konkurrenz zwischen Anyanya II und der SPLM/A führte letztendlich zur Niederschlagung von Anyanya II. Einige der Mitglieder wurden in die Ränge der SPLM/A aufgenommen, während andere sich Milizen anschlossen, die von der Regierung des Sudan unterstützt wurden. Diejenigen, die sich keiner der beiden Seiten anschlossen, bildeten zusammen mit Stammes-Milizen die South Sudan Defense Forces, die sich als Antwort auf die Gewalttätigkeit einiger SPLM/A-Einheiten hin bildeten.
Die Anya-Nya II-Miliz entstand durch Fahnenflüchtige aus der Armee (nachdem sie sich von der Rebellenbewegung getrennt und Waffen und Training bei den Sudan People’s Armed Forces, SPAF erhalten hatten). Die Miliz war ein wichtiger Akteur im Krieg zwischen 1984 und 1987. Die Nuer stellten die größte ethnische Gruppe der Miliz, zumal sie auch die zweitgrößte ethnische Gruppe im Süden stellen. Die Anya-Nya II kämpfte in ländlichen Gebieten von Aali an Nil für die Regierung. Anya-Nya II entwickelte sich in dem Gebiet zu einem wichtigen Faktor, wo sie Operationen der SPLA unterbanden und die Verlegung von SPLA-Rekruten ins äthiopische Grenzgebiet verhinderten. Die Anya-Nya II-Einheiten waren nach militärischen Rängen strukturiert und hatten ihre Lager in der Nähe verschiedener Armee-Garnisonen. Die Regierung unterstützte die Miliz darin ein Hauptquartier in Khartum einzurichten, mit dem Ziel die Anya-Nya II als eine Alternative zur südsudanesischen politischen Bewegung der SPLA aufzubauen. Letztlich führte aber der militärische Erfolg der  SPLA zu sinkender Moral in den Gruppen der Anya-Nya II und bewogen wichtige Einheiten, zusammen mit deren Kommandanten Ende des Jahres 1987 zur SPLA überzulaufen. Mitte des Jahres 1989 war nur noch eine Anya-Nya II-Einheit loyal zur Regierung; sie behielt auch ihre enge Verbindung mit der Regierung nach dem Bashir-Coup und behielt ihre politische Basis in Khartoum.
Nach dem Militärputsch von 1989 durch Präsident Omar al-Bashir verblieb der Südsudan für 16 Jahre weiter in der Einheit mit dem Sudan. Am 9. Januar 2005 wurde ein Umfassendes Friedensabkomme in Nairobi, Kenia im Nyayo Stadium unterzeichnet. Damit erhielt der Südsudan die Möglichkeit zur Unabhängigkeit.